# 진양호로
진양호로(| Jinyangho-ro)는 경상남도 진주시 성북동 진양호입구교차로에서 중앙동 까지 연결되는 도로이다.

## 주요 경유지
경상남도
- 진주시 (판문동 . 평거동 . 신안동 . 성북동 . 중앙동)

## 노선
| 이름                  | 접속 노선                   | 소재지 | 소재지 | 비고 |
| --------------------- | --------------------------- | ------ | ------ | ---- |
| 진양호입구 교차로     | 남강로                      | 진주시 | 판문동 |      |
| 진양호삼거리          | 판문오동길                  | 진주시 | 판문동 |      |
| 평거교                |                             | 진주시 | 판문동 |      |
| 평거농협사거리        | 남강로125번길 남강로225번길 | 진주시 | 평거동 |      |
| 10호광장 교차로       | 국도 제3호선 (순환로)       | 진주시 | 평거동 |      |
| 평거동삼거리          | 신안들말길                  | 진주시 | 신안동 |      |
| 신안광장 교차로       | 신안로                      | 진주시 | 신안동 |      |
| 나불천복개도로 교차로 | 서장대로                    | 진주시 | 신안동 |      |
| 인사광장 교차로       | 진주성로                    | 진주시 | 신안동 |      |
| 중앙광장 교차로       | 진주대로                    | 진주시 | 중앙동 |      |
| (이름없음)            | 남강로                      | 진주시 | 중앙동 |      |